# Sœurs de la Résurrection de Notre Seigneur Jésus-Christ
Les sœurs de la Résurrection de Notre Seigneur Jésus-Christ (en latin : Congregatio Sororum a Resurrectione Domini Nostri Jesu Christi) sont une congrégation religieuse féminine enseignante et hospitalière de droit pontifical.

## Historique
La congrégation est fondée par Céline Chludzińska Borzęcka (1833 - 1913) et sa fille Hedwige (1863-1906). Après leur rencontre à Rome avec le père Pierre Semenenko, un des fondateurs  des résurrectionnistes, celui-ci les encourage à fonder la branche féminine de l'institut.
Le 6 janvier 1891 a lieu la première cérémonie des vœux en présence du cardinal-vicaire Lucido Maria Parocchi qui approuve également l'institut qui devient de droit diocésain. La congrégation reçoit du pape le décret de louange le 10 mai 1905 et ses constitutions obtiennent l'approbation finale du Saint-Siège le 17 juillet 1923.
Alice Kotowska (1899 - 1939), une résurrectionniste martyre des nazis est béatifiée par Jean Paul II le 13 juin 1999.

## Activités et diffusion
Les sœurs de la Résurrection se consacrent à l'éducation des jeunes et aux malades.
Elles sont présentes en :
- Europe : Pologne, Italie, Royaume-Uni.
- Amérique : Argentine, Canada, États-Unis.
- Océanie : Australie.
- Afrique : Tanzanie.

La maison généralice est à Rome.
En 2017, la congrégation comptait 391 sœurs dans 47 maisons.